# Адріанопільська сільська рада
| Адріанопільська сільська рада — орган місцевого самоврядування у Перевальському районі Луганської області з адміністративним центром у с. Адріанопіль. Історична дата утворення: в 1922 році. Сільській раді були підпорядковані населені пункти: - с. Адріанопіль - с. Тімірязєве |

## Склад ради
Рада складалася з 12 депутатів та голови.

### Керівний склад ради
| ПІБ                              | Основні відомості                                                         | Дата обрання | Дата звільнення |
| -------------------------------- | ------------------------------------------------------------------------- | ------------ | --------------- |
| Михайличенко Світлана Леонідівна | Сільський голова, 1960 року народження, освіта, позапартійна              | 26.03.2006   | 31.10.2010      |
| Михайліченко Світлана Леонідівна | Сільський голова, 1960 року народження, освіта вища, член Партії регіонів | 31.10.2010   |                 |

Примітка: таблиця складена за даними джерела